# Drassinella gertschi
Espèce
Drassinella gertschi est une espèce d'araignées aranéomorphes de la famille des Liocranidae.

## Distribution
Cette espèce se rencontre aux États-Unis en Californie et au Mexique en Basse-Californie,,.

## Description
Le mâle holotype mesure 3,41 mm et la femelle paratype 3,15 mm.

## Systématique et taxinomie
Cette espèce a été décrite par Platnick et Ubick en 1989.

## Étymologie
Cette espèce est nommée en l'honneur de Willis John Gertsch.

## Publication originale
- Platnick & Ubick, 1989 : « A revision of the spider genus Drassinella (Araneae, Liocranidae). » American Museum Novitates. no 2937, p. 1-12 (texte intégral).